# Eufemio Cabral
Eufemio Raúl Fernández Cabral (født 21. marts 1958 i Asunción, Paraguay) er en paraguayansk tidligere fodboldspiller (kantspiller).
Cabral spillede ti kampe for Paraguays landshold. Han repræsenterede sit land ved VM 1986 i Mexico, men kom dog ikke på banen i turneringen, hvor holdet blev slået ud i 1/8-finalen.
På klubplan spillede Cabral størstedelen af sin karriere i Spanien, hvor han blandt andet repræsenterede Valencia og Hércules.